# Osvaldo Civile
Osvaldo Civile (Capital Federal; 21 de octubre de 1958-Sáenz Peña, Tres de Febrero, 28 de abril de 1999) fue un guitarrista argentino de Heavy Metal y Thrash Metal. Civile fue conocido por haber sido miembro de la formación clásica de la pionera banda V8 y por haber fundado Horcas.

## Biografía
Osvaldo Daniel Civile nació el 21 de octubre de 1958 en el Hospital Rivadavia de Capital Federal. Fue el primer hijo de Daniel Civile e Irma Pistarino. Desde su nacimiento y gran parte de su vida residió en Villa Raffo, Sáenz Peña, donde además de la música desarrolló afición por las motos, la electrónica y el Rock de bandas como Creedence, Led Zepellin, Color Humano o Polifemo.

## Carrera musical

### Primeros años y V8
Osvaldo Civile comenzó su carrera a la edad de 10 años cuando sus padres le obsequiaron su primer guitarra eléctrica. Comenzó participando en los festivales escolares tocando como solista o en bandas ocasionales. Más tarde durante su adolescencia formó parte del grupo Escarlata, presentándose en el circuito barrial de la zona oeste del conurbano bonaerense. Siguió su carrera en Té de Brujas, del cual muy poco se sabe.[cita requerida] Intentó unirse a Alarma, un grupo de Ricardo Iorio y Ricardo "Chofa" Moreno cuando buscaban guitarrista, pero no fue aceptado, por su diferencia de edad y sus gustos musicales diferentes.
Sin embargo, años después Moreno tuvo que retirarse de V8 debido a su delicado estado de salud causado por el asma; Juan Ramos, amigo común de Civile y Iorio, recomendó a Civile para sustituirlo y Moreno finalmente pidió que lo tomen. La idea seguía sin gustarle a Ricardo Iorio, pero lo aceptó de todas maneras al ser lo que su amigo quería. Tiempo después, Moreno muere debido a su enfermedad respiratoria.
Civile participó de los dos primeros discos de V8, Luchando por el metal y Un paso más en la batalla. En 1985 viajan a Brasil, lo cual termina en una pelea. Ricardo Iorio y Alberto Zamarbide se volvieron a Argentina, mientras que Civile se quedó un tiempo más por allá, al igual que Gustavo Rowek. Fue reemplazado por los guitarristas Walter Giardino y Miguel Roldán. 

### Horcas
Hacia fines de 1985 logró formar su nuevo grupo: Horcas. La primera formación estable de Horcas contó con Hugo Benítez en voz, Silvio Salerno en guitarra, Marcelo Peruzzo en bajo, Civile en guitarra y Gabriel Ganzo en batería.

"El criterio con el cual se armó Horcas fue el de un grupo de amigos que nos reuníamos los domingos a tocar ni más ni menos, esto fue hacia fines del 85. Era muy claro lo que teníamos que hacer, primero sentirnos bien y tocar entre un grupo humano de amigos como lo fue, y después la idea era hacer una continuación de lo que era el heavy metal en la Argentina con la influencia de la nueva vertiente que era el thrash. O sea que lo que nosotros incorporábamos de nuevo a la escena del heavy metal era el thrash"
Gabriel Ganzo aportando su testimonio a Mario Bello para el libro biográfico de Civile.

Para la grabación de la primera placa de la banda, Reinará la tempestad (1990), lo acompañaban Adrián Zucchi en guitarra, Eddie Walker en bajo, Gabriel Ganzo y Hugo Benítez. Zucchi dejó el grupo poco antes de grabar.
El siguiente disco, Oíd mortales el grito sangrado (1992), contaba con nuevos integrantes, Oscar Castro y Norberto Yáñez, y les permitió presentarse como soportes de importantes bandas internacionales. Luego problemas internos del grupo provocan una separación temporal y el alejamiento de Ganzo, quien rápidamente es reemplazado por Marcelo «Puppi» Bartolozzi. Con esta formación volvieron a escena en 1994, año en que Hugo Benítez deja la banda para que ingrese en su reemplazo un amigo de Civile, Christian Bertoncelli. En 1996 Osvaldo Civile formó parte de una polémica reunión de V8, para el cierre del Metal Rock Festival, en la cual estaba ausente Ricardo Iorio.
Vence fue el siguiente álbum, con los nuevos integrantes Walter Meza, Sebastián Coria y Guillermo De Luca. En 1998, encabezaron el segundo Metal Rock Festival, del cual se editó un disco en vivo. La semana antes de su fallecimiento, Lucio Vieyra, comentó que Civile llegó a su casa muy alcoholizado pidiéndole que le haga el diseño del próximo CD de Horcas, que sería el cuarto álbum de la banda: Eternos, que recién terminaba de ser grabado.

## Fallecimiento
Civile fue encontrado muerto con un disparo en el pecho efectuado con su propio revólver el 28 de abril de 1999. La causa está oficialmente caratulada como «muerte dudosa». Una semana antes, Horcas había sido tapa de la revista Epopeya, en su edición N.º 22, con una foto de Osvaldo jugando al póker con una parca, que posteriormente algunos tomaron como una suerte de presagio de la desgracia. Sus restos descansan en el cementerio de la localidad de Pablo Podestá (Partido de Tres de Febrero).

## Legado
El 12 de diciembre de 2007, por iniciativa de la municipalidad del partido de Tres de Febrero (lugar de origen de Osvaldo Civile), se colocó una placa en su recuerdo en la plaza Sáenz Peña. El 2 de mayo de 2009, se realizó un recital en conmemoración del décimo aniversario del fallecimiento de Civile en el que participaron diversas bandas del género, así como amigos de Civile y músicos que compartieron bandas con él. La iniciativa fue tomada por Teresa Salto, amiga y exmánager del músico, y también contó con la presencia de algunos familiares de Civile. Esa noche se entregaron escritos firmados por la organizadora del show, quien pidió una vez más una toma de conciencia con respecto a la causa del fallecimiento del músico.

## Equipos
Civile usó durante toda su carrera múltiples modelos de guitarras eléctricas, entre las que se encuentran Gibson Les Paul, Gibson Explorer, Gibson Flying V, una Ibanez roja y una Charvel blanca. Utilizó mayormente amplificadores Marshall con un cabezal Jcm 800, y pedales wah wah y cry baby.[cita requerida]

## Discografía

### Con V8
- Luchando por el metal (1983)
- Un paso más en la batalla (1985)
- Homenaje (1996)

### Con Horcas
- Reinará la tempestad (1990)
- Oíd mortales el grito sangrado (1992)
- Vence (1997)
- Eternos (1999)